# Hemacroneuria malickyi
Hemacroneuria malickyi är en bäcksländeart som beskrevs av Bill P.Stark och Ignac Sivec 2008. Hemacroneuria malickyi ingår i släktet Hemacroneuria och familjen jättebäcksländor. Inga underarter finns listade i Catalogue of Life.